# Souths Rugby
 Souths Rugby  est un club de rugby à XV australien, situé à Annerley (en), dans la banlieue de Brisbane (Queensland). Il évolue en première division du championnat du Queensland. Ses joueurs sont susceptibles d’être sélectionnés pour les Queensland Reds (Super 14) et pour les East Coast Aces (Australian Rugby Championship).

## Histoire
Malgré sa création relativement récente (1948), sous le nom de South Districts, le club est l’un des plus prestigieux du Queensland, vainqueur à neuf reprises du championnat de l’État. Souths a notamment réalisé une série record de cinq victoires consécutives entre 1991 et 1995.
Les maillots noir et blanc expliquent le surnom de « pies » qui est donné aux joueurs.

## Palmarès
- Champion du Queensland (9) : 1958, 1986, 1991, 1992, 1993, 1994, 1995, 1998, 2000. Finaliste (1) : 1981.

- Australian Rugby Championship (1) : 1987

## Joueurs célèbres
Depuis 40 ans, Souths a toujours abrité quelques-uns des meilleurs joueurs du pays, fournissant plus d’une trentaine de joueurs à l’équipe nationale d’Australie, dont cinq capitaines (parmi eux, Andrew Slack, Tim Horan et Jason Little). En 1992, les Wallabies alignèrent sept joueurs de Souths lors d’un test, ce qui constitue toujours un record national. Plus de 70 joueurs de Souths ont également évolué sous le maillot des Queensland Reds qui représentent l’État.
- Troy Coker
- Dan Crowley
- Michael Foley
- Pama Fou
- Tim Horan
- Toutai Kefu
- Tom Lawton
- Garrick Morgan
- Jason Little
- Claud O'Donnell
- Brett Robinson
- Sam Scott-Young
- Andrew Slack
- Richard Tombs
- Quade Cooper